# Rubelsanto Airport
Rubelsanto Airport är en flygplats i Guatemala.   Den ligger i kommunen Municipio de Chisec och departementet Departamento de Alta Verapaz, i den centrala delen av landet, 150 km norr om huvudstaden Guatemala City. Rubelsanto Airport ligger 141 meter över havet.
Terrängen runt Rubelsanto Airport är platt åt nordväst, men åt sydost är den kuperad. Runt Rubelsanto Airport är det ganska tätbefolkat, med 54 invånare per kvadratkilometer. I omgivningarna runt Rubelsanto Airport växer i huvudsak städsegrön lövskog.